# Les Bizots
Les Bizots ist eine französische Gemeinde mit 473 Einwohnern (Stand: 1. Januar 2022) im Département Saône-et-Loire in der Region Bourgogne-Franche-Comté. Die Gemeinde gehört zum Arrondissement Autun und zum Kanton Blanzy (bis 2015: Kanton Montcenis). Die Einwohner werden Bizotins genannt.

## Geographie
Les Bizots liegt etwa zwölf Kilometer südsüdöstlich von Autun und etwa 35 Kilometer westsüdwestlich von Chalon-sur-Saône. Der Fluss Sorme ist zum See Étang de la Sorme aufgestaut, der zum Teil auf dem Gemeindegebiet liegt. Umgeben wird Les Bizots von den Nachbargemeinden Montcenis im Norden, Torcy im Osten und Nordosten, Saint-Eusèbe im Südosten, Blanzy im Süden sowie Charmoy im Westen.

## Weblinks

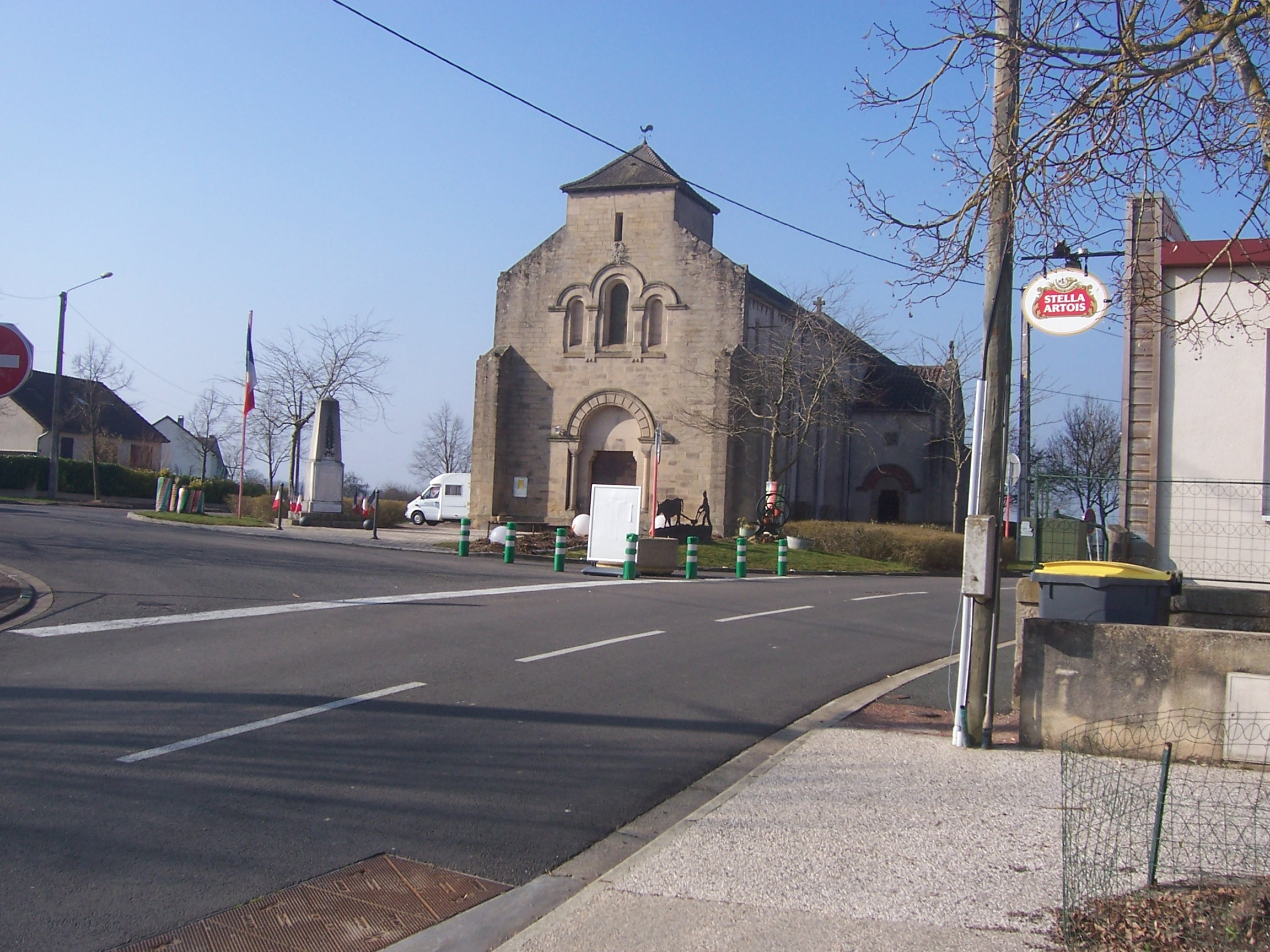
Kirche Conversation-de-Saint-Paul

## Bevölkerungsentwicklung
| 1962                       | 1968 | 1975 | 1982 | 1990 | 1999 | 2006 | 2013 | 2019 |
| -------------------------- | ---- | ---- | ---- | ---- | ---- | ---- | ---- | ---- |
| 294                        | 286  | 233  | 369  | 472  | 435  | 420  | 469  | 468  |
| Quellen: Cassini und INSEE |      |      |      |      |      |      |      |      |

## Sehenswürdigkeiten
- Kirche Conversation-de-Saint-Paul